# Rotterdam Centraal (metropolitana di Rotterdam)
Rotterdam Centraal è una stazione della Metropolitana di Rotterdam.

## Storia
La stazione è stata inaugurata il 9 febbraio 1968, insieme all'apertura della linea.